# میترا (دهانه)
میترا یک دهانه برخوردی در ماه‌ است.

## دهانه‌های اقماری
این دهانه ۳ دهانه اقماری دارد.
| Mitra | عرض جغرافیایی | طول جغرافیایی | قطر          |
| ----- | ------------- | ------------- | ------------ |
| A     | ۲۰.۸° N       | ۱۵۴.۱° W      | ۴۶.۰ کیلومتر |
| Y     | ۲۱.۵° N       | ۱۵۵.۲° W      | ۲۶.۰ کیلومتر |
| J     | ۱۵.۹° N       | ۱۵۳.۲° W      | ۴۶.۰ کیلومتر |